# Мухаммад ибн Ибрахим Аль аш-Шейх
Мухаммад ибн Ибрахим Аль аш-Шейх (Эр-Рияд, 1893 — Эр-Рияд, 3 декабря 1969) — авторитетный саудовский богослов из рода Аль Шейх, сын кадия Эр-Рияда Ибрахима ибн Абдуль-Латифа, прямой потомок таких известных улемов, как Абдуррахман ибн Хасан Аль аш-Шейх и Мухаммад ибн Абд аль-Ваххаб. Был кадием Эль-Гатгата, председателем Управления по фетвам и Судебного управления Саудовской Аравии. В период с 1953 по 1969 годы занимал должность Верховного муфтия Саудовской Аравии.

## Биография
Его полное имя: Мухаммад ибн Ибрахим ибн Абдуль-Латиф ибн Абдуррахман ибн Хасан ибн Мухаммад ибн Абд аль-Ваххаб Аль аш-Шейх. Он родился в день Ашура 1311 года по хиджре (1893 год) в семье судьи Ибрахима ибн Абдуль-Латифа и аль-Джаухары бинт Абдуль-Азиз аль-Хиляли из ветви аль-Мазари племени Тамим. Семья Мухаммада ибн Ибрахима была очень религиозной и он начал получать исламское образование ещё с ранних лет. В шестнадцать лет его настигает глазная болезнь, а в семнадцать он уже стал слепым.
Мухаммад был женат шесть раз. Первый раз он женился когда ему было 24 года. Трое из его жён умерли ещё при его жизни:
1. Умм Абдуль-Азиз бинт Абдуррахман Аль аш-Шейх — мать Абдуль-Азиза, Ибрахима и Ахмада.
2. Умм Абдуллах бинт Абдуррахман ибн Насир — мать Абдуллаха.
3. Третья жена было из рода аль-Каффари племени Бану Тамим.

### Должности
На протяжении жизни Мухаммад ибн Ибрахим занимал должности кадия аль-Гатгата (араб. الغطغط‎), имама мечети имени шейха Абдуррахмана ибн Хасана (сейчас мечеть названа в честь самого Мухаммада ибн Ибрахима) и Большой соборной мечети Эр-Рияда, занимался обучением студентов в мечети и у себя дома. До открытия Управления по фетвам (араб. إدارة الإفتاء‎) занимался вынесением фетв, а после его открытия в 1955 году (шаабан 1374 г. х.) стал её главой. Когда через два года открылось Судебное управление (араб. رئاسة القضاء‎), его директором стал Абдуллах ибн Хамис, а руководителем Мухаммад ибн Ибрахим. После учреждения Всемирной исламской лиги Мухаммад ибн Ибрахим стал председателем основного совета лиги. Также Мухаммад ибн Ибрахим стоял у основ Исламского университета города Медина, где его заместителем был будущий Верховный муфтий Абдуль-Азиз ибн Баз.

### Смерть
В один из дней месяца шаабан 1389 г.х. (1969 год) Мухаммад ибн Ибрахим почувствовал ухудшение своего здоровья и обратился в местное медицинское учреждение. После обследования у него выявили тяжёлую болезнь и с тех пор он не выходил за пределы больницы, кроме как в месяц Рамадан. Из-за прогрессирующей болезни он был отправлен королевским указом в Лондон, но британские врачи не смогли побороть уже запущенную болезнь и Мухаммад ибн Ибрахим впал в кому. Специально выделенный самолёт привёз его в Эр-Рияд, где он умер в 4 часа утра по местному времени 24 числа месяца Рамадан 1389 г. х. (среда, 3 декабря 1969 года).
Джаназа-намаз над ним был совершён Абдуль-Азизом ибн Базом после полуденной молитвы. Мечеть и все прилегающие к ней улицы были заполнены желающими присоединиться к молитве. После того, как его тело отвезли на кладбище аль-Ауд, над ним был совершён повторный джаназа-намаз теми людьми, которые не смогли участвовать в первой молитве. Во главе намаза стоял один из учеников Мухаммада ибн Ибрахима Абдуррахман ибн Мухаммад ибн Фарис.